# Howard Stern
Howard Allan Stern (12. januar 1954 i New York City i USA) er en amerikansk radio-personlighed, tv-vært, forfatter og skuespiller, bedst kendt for sit radioprogram The Howard Stern Show, som blev udsendt nationalt i USA fra 1986 til 2005. Han fik bred anerkendelse i 1990'erne, hvor han blev stemplet som en "shock jock" for hans åbenhjertige og til tider kontroversielle stil. Stern har været eksklusiv for Sirius XM Radio, en abonnement-baseret satellit-radiokanal siden 2006.
Som søn af en tidligere indspilnings- og radioingeniør, ønskede Stern at forfølge en karriere i radioen i en alder af fem. Mens han gik på Boston University arbejdede han på universitets-stationen WTBU, før et kort afbræk på WNTN i Newton i Massachusetts. Han udviklede sin radio-personlighed, da han havde stillinger hos WRNW i Briarcliff Manor, WCCC i Hartford i Connecticut og WWWW i Detroit. I 1981 blev han parret med sin nuværende nyhedsoplæser og medvært Robin Quivers på WWDC i Washington D.C.. Stern flyttede derefter til WNBC i New York i 1982 for at være eftermiddagsvært indtil sin fyring i 1985. Han genopstod på WXRK samme år, og blev en af de mest populære radio-personligheder i løbet af sin 20-årige ansættelse på stationen. Sterns show er det radioprogram i USA, der har fået flest bøder, efter at Federal Communications Commission (FCC) udstedte bøder til stationens licenstagere for angiveligt at udsende uanstændigt materiale, bøder som udgjorde 2½ millioner dollars. Stern har vundet Billboards Nationally Syndicated Air Personality of the Year award otte gange, og er en af de højest betalte personligheder i radioverden.